# 세이와촌 (미에현)
세이와촌(勢和村)은 미에현 다키군에 설치되었던 촌이다.

## 지리
- 니고리강, 하타세강

## 역사
- 1955년 4월 15일 다키군 고카다니촌, 뉴촌이 합병해 세이와촌이 성립하였다.
- 2006년 1월 1일 - 다키군 다키정과 합병해, 새로운 다키정이 성립하였다. 동일 세이와촌은 폐지되었다.

## 교통

### 도로
- 국도 42호선
- 국도 제368호선 (일본)(일본어판)